# 申荣
申荣（？—1367年），元朝官吏，官至山东行省平章事。
申荣守东昌路，明军北征，山东各州降明，他对父亲说：“人生世间，儿子不能忠孝两全了。”他父亲问：“为什么？”申荣说：“城中兵少不敌，作战则万人之命将因儿而断送，只有一死报国而已。”于是自缢而死。